# طارق الصباغ
طارق الصباغ ممثل سوري وهو أبن الفنان عبد الهادي الصباغ.

## أعماله
1. آخر أيام التوت مسلسل عام 1999 بدور بلال
2. لشو الحكي مسلسل عام 2001
3. مبروك مسلسل عام 2001
4. قلة ذوق وكثرة غلبة مسلسل عام 2002 بدور فتحي
5. أيامنا الحلوة مسلسل عام 2003 بدور رامي
6. رجال تحت الطربوش مسلسل عام 2004 بدور يزن
7. ليالي الصالحية مسلسل عام 2004
8. الظاهر بيبرس مسلسل عام 2004 بدور نور الدين علي
9. الشمس تشرق من جديد مسلسل عام 2005 بدور أمين
10. أشياء تشبه الحب مسلسل عام 2007
11. أسير الأنتقام مسلسل عام 2007 بدور ماجد
12. زهرة النرجس مسلسل عام 2008 بدور علي
13. يوم ممطر آخر مسلسل عام 2008
14. أولاد القيمرية مسلسل عام 2008 بدور كامل
15. طريق النحل مسلسل عام 2009 بدور قيس
16. باب الحارة الجزء الرابع مسلسل عام 2009 بدور أبو عبدو
17. تخت شرقي مسلسل عام 2010 بدور بول
18. لعنة الطين مسلسل عام 2010 بدور توفيق
19. الزعيم مسلسل عام 2011 بدور رشيد
20. الولادة من الخاصرة مسلسل عام 2011 بدور حسام
21. زمن البرغوت مسلسل عام 2012 بدور خيرو
22. الانفجار مسلسل عام 2012
23. الحب كله مسلسل عام 2014
24. علاقات خاصة عام 2015 بدور فادي
25. عطر الشام الأجزاء الأربعة عام 2016 بدور مطيع
26. باب الحارة الجزء تاسع عام 2017 بدور نزار
27. الحرملك الجزء الأول والثاني بدور فتحي